# Château du Vieux Deffend
Ne doit pas être confondu avec Château du Deffend.
Le château du Vieux-Deffend est un château situé à Montravers dans le département français des Deux-Sèvres.

## Historique
Le Vieux Deffend (autrefois nommé « Les Deffends ») est bâti au début du XVIe siècle. Une construction antérieure existait à son emplacement. En effet, en 1363, le seigneur de Laval, titre porté par Simon de Thouars ou son fils, possède la seigneurie du Deffend. À la fin du XIVe siècle, cette dernière appartient à Olivier de Clisson qui la transmettra à Marguerite de Clisson devenue princesse de Penthièvre par son mariage avec Jean de Bretagne. Aucune preuve ne permet d'affirmer que le domaine reste en la possession de cette famille au XVIe siècle. Vers 1615, il dépend de la famille Mesnard de Toucheprès puis des Pellot de Trevières autour de 1668.
Le château est inscrit au titre des monuments historiques depuis le 8 octobre 1986.